# Unidad Anti Secuestros
La UNASE o Unidad Anti Secuestros y Extorsión es una unidad de la Policía Nacional de Ecuador especializada en secuestros.

## Historia
El primer secuestro registrado en Ecuador fue el de Atahualpa por quien los conquistadores españoles exigían dos cuartos llenos de oro.
Para la década de los años 80, Ecuador no fue la excepción de la fiebre revolucionaria que cubría América Latina luego de la revolución cubana, en donde aparecen grupos de tendencia de izquierda quienes pretendieron hacerse de "poder mediante las armas" como es el caso de Montoneras Patria Libre, Alfaro Vive Carajo, entre otros, teniendo como principal fuente de financiamiento los asaltos a bancos a los denominaron "recuperaciones" y los secuestros a los que denominaron  "retenciones". 
Fue en la década de los 90 que debido a la influencia de grupos irregulares en el vecino país, Colombia, donde se produce una serie de secuestros en las provincias de la frontera norte y en especial a trabajadores extranjeros en la actividad petrolera, por lo que durante el gobierno del Arquitecto Sixto Duran Ballen se crea la Unidad Antisecuestro y Extorsión de la Policía Nacional conformada por personal seleccionado y altamente capacitado, cuya misión sería la investigación y erradicación de los delitos fines.

## Logros
La UNASE a lo largo de su historia ha culminado con éxito sus múltiples misiones, tan grado de profesionalismo tienen que tan solo ha habido tres muertos, en todas sus intervenciones, y ninguno ha sido la persona secuestrada. 
De los casos más memorables se pueden contar, el rescate de Esteban Paz, o el de la diseñadora Catalina de Wood, que en palabras de su esposo se resumen "Yo sabía que podía confiar en el profesionalismo de este grupo”, aseguró William Wood.